# Cebu Pacific
Cebu Air, Inc. , operando como Cebu Pacific (PSE: CEB), é uma companhia aérea de baixo custo das Filipinas. Fundada em 1988, é a companhia aérea de baixo custo mais antiga da Ásia. Oferece voos regulares para destinos domésticos e internacionais. A companhia aérea opera voos de dois hubs principais em Cebu e Manila, cinco hubs secundários em Cagayan de Oro, Clark , Davao, Iloilo , Kalibo e uma cidade foco em Zamboanga.
Com seu modelo de negócios de baixo custo, a Cebu Pacific tornou-se a maior companhia aérea das Filipinas com base no número de passageiros transportados em rotas domésticas e internacionais em 2010, ultrapassando a rival Philipine Airlines (PAL). De acordo com dados do Civil Aeronautics Board , Cebu Pacific transportou 2,45 milhões de passageiros totais no primeiro trimestre de 2010, quase 110.000 a mais que a PAL, que transportou 2,34 milhões em todo o sistema durante o mesmo período.

## História
A companhia aérea foi fundada em 26 de agosto de 1988. A Lei da República nº 7151, que concede franquia legislativa à Cebu Air, Inc. para operar, foi aprovada em 30 de agosto de 1991. Os serviços domésticos começaram após a desregulamentação do mercado pelo governo filipino. A companhia aérea foi posteriormente adquirida pela JG Summit Holdings , que na época era propriedade de John Gokongwei  . Ele cessou temporariamente as operações em fevereiro de 1998, após ser aterrado pelo governo devido a um acidente que matou 104 pessoas, mas retomou os serviços no mês seguinte, após a recertificação de sua aeronave. Inicialmente começou com 24 vôos domésticos diários entre Metro Manila, Metro Cebu e Metro Davao . No final de 2001, suas operações haviam crescido para cerca de 80 voos diários para 18 destinos domésticos.
Na década de 2000, Cebu Pacific recebeu direitos para operar voos internacionais para a região, incluindo Malásia, Indonésia, Cingapura, Tailândia, Coreia do Sul, Hong Kong e Guam. Os vôos internacionais foram lançados em 22 de novembro de 2001, com voos duas vezes ao dia para Hong Kong. Em 1º de março de 2002, iniciou voos três vezes por semana para Seul. Outros voos regionais foram introduzidos e suspensos posteriormente; no entanto, incluindo voos para Cingapura (de 6 de novembro de 2002 a janeiro de 2003) e de Manila via Subic  para Seul (de dezembro de 2002) devido em parte aos efeitos da epidemia de SARS .
Em novembro de 2005, Cebu Pacific lançou sua promoção "Go Fares", reduzindo suas tarifas aéreas pela metade para aumentar a receita da companhia aérea em vinte por cento. Depois disso, a companhia aérea ganhou um aumento significativo de passageiros. O presidente da Cebu Pacific, Lance Gokongwei, disse que as tarifas baixas visam atrair mais pessoas para viajar de avião.
A companhia aérea retomou seus vôos Manila-Cingapura em 31 de agosto de 2006 e lançou seu vôo direto de Cebu para Cingapura em 23 de outubro de 2006, a primeira companhia aérea de baixo custo a servir o setor Cebu-Cingapura-Cebu, e em concorrência direta com a SilkAir, subsidiária da Singapore Airlines. A Cebu Pacific foi a única transportadora filipina servindo a rota Cebu-Singapura-Cebu por anos até que a Philippine Airlines retomou seu serviço direto em 2017. A companhia aérea opera voos diretos de Cebu para Hong Kong, que começou em outubro, 2 de dezembro de 2006, que também fez da CEB a única transportadora filipina a servir uma rota Cebu-Hong Kong-Cebu depois que a PAL encerrou seu serviço direto e agora está compartilhando códigos com a Cathay Pacific para esta rota.
Os planos da Cebu Pacific de iniciar voos internacionais de Clark  em 2007 foram inicialmente malsucedidos quando seu pedido foi negado. As nações envolvidas chegaram a um acordo de que Cebu Pacific só teria permissão para operar voos fretados de Clark para o(s) aeroporto(s) do(s) respectivo(s) país(es). Apenas Cingapura inicialmente concordou em permitir que a Cebu Pacific fizesse voos regulares de Clark para Cingapura. Posteriormente, expandiu suas rotas de Clark para Cebu, Davao, Hong Kong, Macau e Tóquio.

## Destinos
A Cebu Pacific voa atualmente para 36 destinos domésticos e 26 destinos internacionais em 16 países da região da Ásia-Pacífico. A companhia aérea possui a mais extensa rede de rotas domésticas nas Filipinas.

## Frota
A partir de maio de 2023, Cebu Pacific opera uma frota totalmente Airbus composta pelas seguintes aeronaves:
• Airbus A320 (As aeronaves mais antigas serão aposentadas)
• Airbus A320neo (Entregas Em Andamento)
• Airbus A321
• Airbus A321neo (Entregas em andamento. Todas as aeronaves na configuração Airbus Cabin Flex [ACF] ).
• Airbus a321XLR (Entregas a partir de 2024.)
•Airbus A330-300 (Para ser aposentado e substituído pelo Airbus A330-900)
•Airbus A330-900 (Entregas Em Andamento)
A companhia aérea operava anteriormente uma frota combinada de aeronaves a jato e turboélice. Em 2007, a Cebu Pacific encomendou seis aeronaves turboélice ATR 72-500 para seus voos domésticos regionais. As aeronaves ATR foram transferidas para sua subsidiária regional Cebgo  em 2015. No mesmo ano, a Cebu Pacific encerrou as operações de turboélice, enquanto a Cebgo encerrou as operações de jato com o retorno de seu último Airbus A320 à sua empresa-mãe.
Como parte da modernização da companhia aérea, a Cebu Pacific está substituindo suas aeronaves existentes por novas aeronaves com baixo consumo de combustível até 2028. Além disso, como parte das iniciativas ambientais da companhia aérea, a Cebu Pacific usou Combustível De Aviação Sustentável (SAF)  em seus voos de entrega e testou o SAF em um voo comercial de passageiros de Cingapura para Manila em 28 de setembro de 2022. 
Aeronaves Aposentadas
•Airbus A319 (2005-2018) [Vendido para Allegiant Air ] 
•ATR-72-500 (2008-2015) [Transferido Para Cebgo ] 
•Boeing 757-200 (2000-2006) 
•McDonell Douglas DC-9 (1996-2006) 

## Críticas e Controvérsias
ATENDIMENTO E PONTUALIDADE
A Cebu Pacific foi criticada por seu mau atendimento aos passageiros, suposto overbooking, atrasos e cancelamentos de voos. Por exemplo, a companhia aérea também foi criticada por falta de coordenação após o incidente de excursão na pista do Aeroporto Internacional Francisco Bangoy  em 2013 e os numerosos cancelamentos e atrasos de voos durante a alta temporada de Natal em dezembro de 2014.
Em janeiro de 2018, a Cebu Pacific foi nomeada uma das companhias aéreas menos pontuais do mundo, com um desempenho pontual de 57,6% em 2017, com base em dados da OAG  . Também incluída na lista das Filipinas está outra companhia aérea de baixo custo, a Philippine AirAsia , com um desempenho de pontualidade de 58,0 por cento.
OUTRAS CONTROVÉRSIAS
Em outubro de 2010, um vídeo enviado ao YouTube mostrando comissárias de bordo dançando Just Dance, de Lady Gaga, e California Gurls, de Katy Perry, chamou a atenção internacional. Apesar de sua popularidade, foi criticado pela Associação de Comissários de Voo e Comissários das Filipinas (FASAP), referindo-se a ele como "sexista e insensivel ao gênero". Nesse mesmo mês, a companhia aérea foi criticada novamente por sua tripulação masculina dançarina.

## Acidentes e Incidentes
• Em 2 de fevereiro de 1998, o voo Cebu Pacific 387, um McDonnell Douglas DC-9-30 voando de Manila para Cagayan de Oro, caiu nas encostas do Monte Sumagaya  em Misamis Oriental, matando todas as 104 pessoas a bordo durante sua aproximação ao Aeroporto de Lumbia .
• Em 28 de julho de 2010, o voo Cebu Pacific 509, um ATR 72-500, saltou durante o pouso em Manila após um voo do Aeroporto de Tuguegarao . Os pilotos deram uma volta e descobriram que não conseguiam recolher o trem de pouso. O avião fez um pouso prioritário na pista 13. A aeronave (RP-C7254) foi declarada com perda de casco.
• Em 2 de junho de 2013, o voo Cebu Pacific 971, um Airbus A320-200 registrado como RP-C3266 e transportando 165 passageiros de Manila, saiu da pista do Aeroporto Internacional Francisco Bangoy  e os investigadores descobriram que a causa provavelmente foi um erro humano. Não houve vítimas fatais, no entanto, o avião foi fortemente danificado. Em 2014, o avião voltou ao serviço após seis meses de reparos e verificações de manutenção.
• Em 4 de agosto de 2017, o voo Cebu Pacific 570, um Airbus A330-300 registrado como RP-C3341, devido a uma falha no nariz, saiu da pista parando em solo macio enquanto taxiava para decolagem no Aeroporto Internacional Mactan–Cebu . Não houve feridos, no entanto, a aeronave sofreu danos leves. A pista foi fechada até que a aeronave fosse movida de volta para uma superfície pavimentada. Foi classificado como Incidente pela CAAP e está sob investigação.
• Em 13 de outubro de 2017, o voo Cebu Pacific 461, um Airbus A320-200 registrado como RP-C3237, desviou para o lado da pista do Aeroporto Internacional de Iloilo  . Nenhum ferimento foi relatado. 
• Em 23 de abril de 2018, o voo Cebu Pacific 849, um Airbus A320-200 registrado como RP-C4105, voou de Manila para Zamboanga com 172 pessoas a bordo, pousou com segurança na pista de Zamboanga e estava prestes a virar na plataforma de conversão no final da pista quando a tripulação de voo interrompeu a manobra devido a uma falha na direção do trem do nariz. Todo o aeroporto ficou fechado por cerca de três horas até que a aeronave pudesse ser movida para o pátio. 